# Xenofant de Tassos
Xenofant de Tasos (grec antic: Ξενόφαντος, llatí: Xenofanthus), fill de Cares, fou un escultor de la Grècia romana del temps de l'emperador Hadrià.
Fou enviat pels seus conciutadans a una missió a Atenes per dedicar una estàtua de l'emperador. La inscripció del peu de l'estàtua es va trobar a Atenes al segle xix.